# جيم مورغان (لاعب دوري الرغبي)
جيم مورغان (بالإنجليزية: Jim Morgan)‏ هو لاعب دوري الرغبي أسترالي، ولد في 13 يونيو 1943 في مايتلاند في أستراليا، وتوفي في 19 أكتوبر 2005 في غولد كوست في أستراليا.